# Carletonita
La carletonita és un mineral de la classe dels silicats. Fou anomenada així en honor de la Universitat de Carleton (Ottawa, Canadà), on va ser estudiat el mineral per primer cop i on es van estudiar els minerals de Mont Saint-Hilaire entre el 1963 i el 1995 per part de G. Y. Chao.

## Característiques
La carletonita és un silicat de fórmula química KNa₄Ca₄Si₈O₁₈(CO₃)₄(OH)(H₂O). Cristal·litza en el sistema tetragonal. La seva duresa a l'escala de Mohs és 4 a 4,5.
Segons la classificació de Nickel-Strunz, la carletonita pertany a «09.EB - Fil·losilicats amb xarxes dobles amb 4- i 6-enllaços» juntament amb els següents minerals: rhodesita, delhayelita, hidrodelhayelita, monteregianita-(Y) i macdonaldita.

## Formació i jaciments
S'ha trobat en nuclis de xenòlits de shales i calcàries (actualment corneanes i marbres silícics després de ser afectats per metamorfisme termal) en sienites nefelíniques en un context de complex intrusiu alcalí gabro-sienític. Només s'ha descrit a la seva localitat tipus on s'ha trobat associada amb els següents minerals: quars, narsarsukita, calcita, fluorita, ancylita, molibdenita, leucosfenita, lorenzenita, galena, albita, pectolita, arfvedsonita, apofil·lita, leifita (en les corneanes); pectolita, microclina, arfvedsonita, apofil·lita (en marbres).

## Galeria

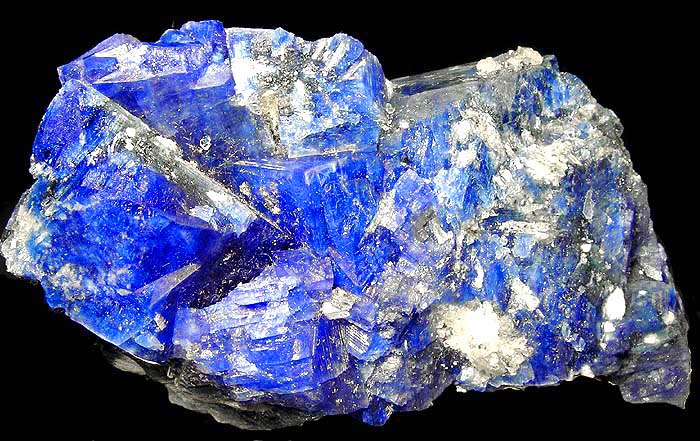
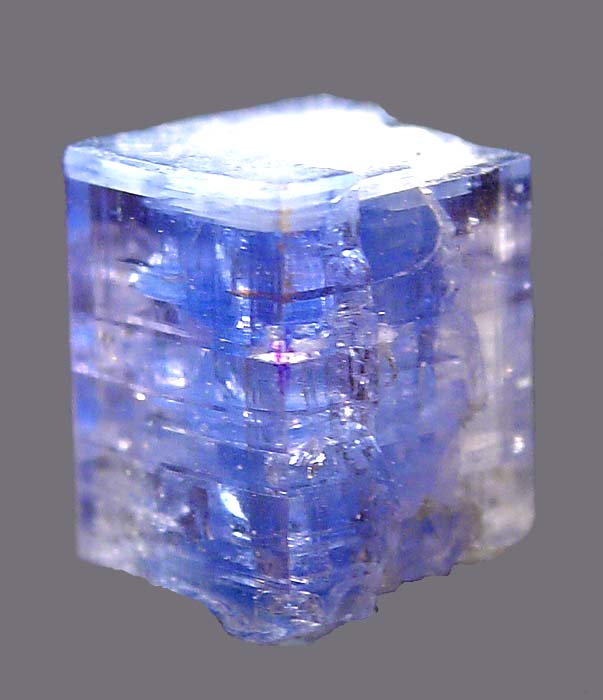
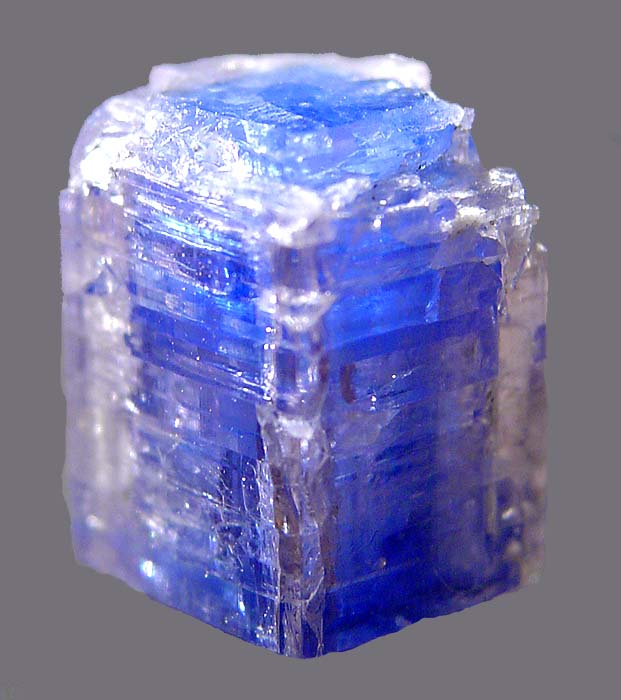
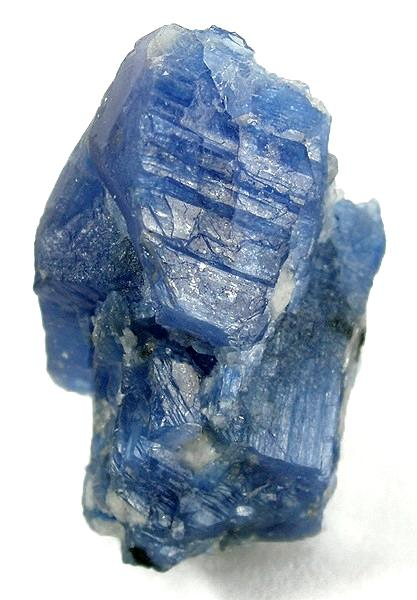
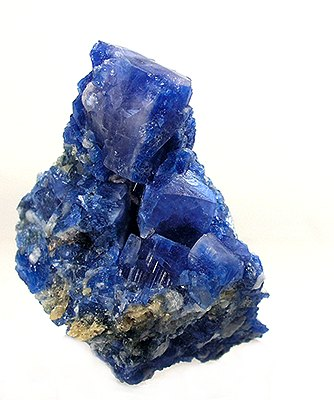
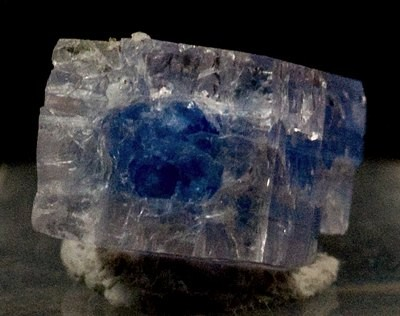
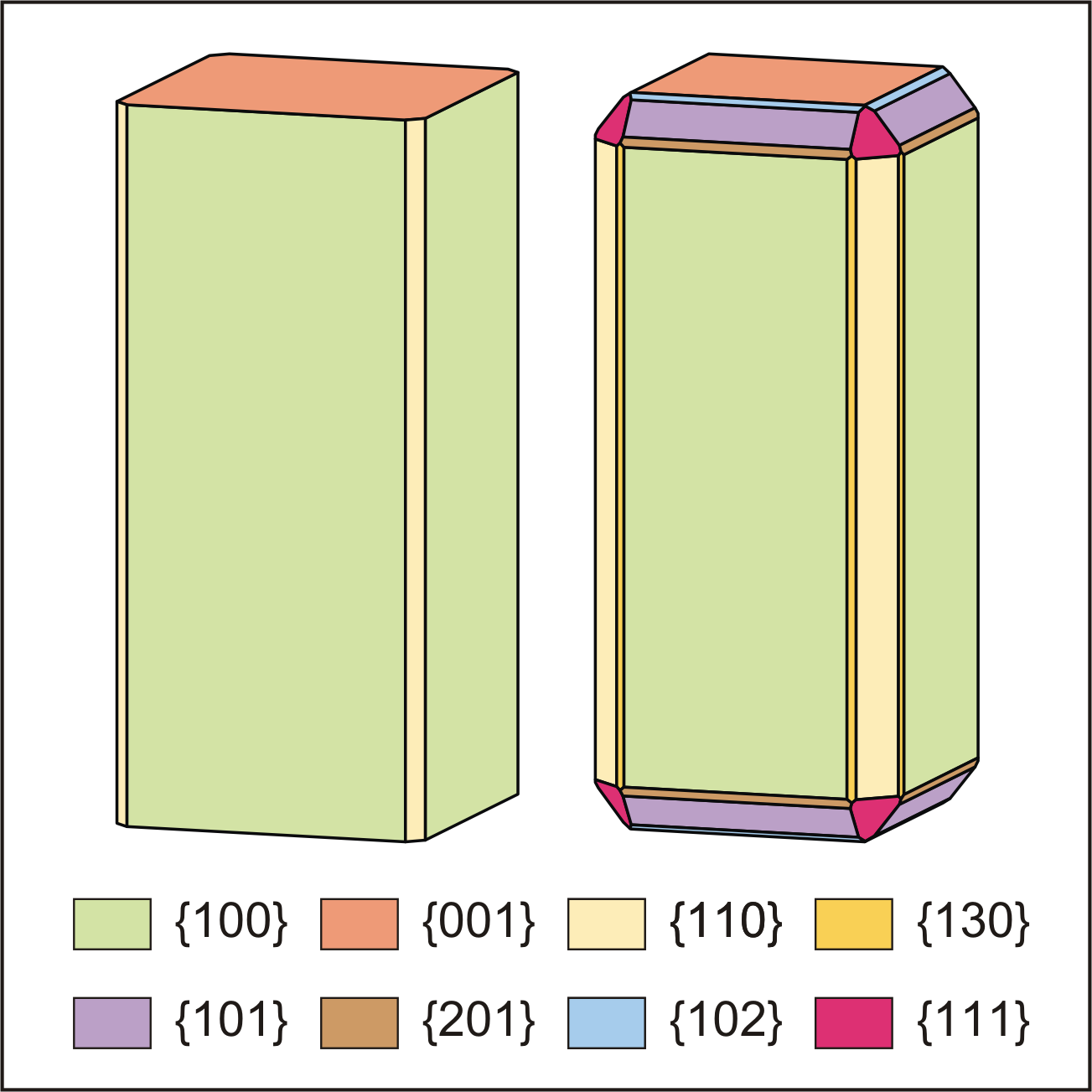
Hàbits cristal·lins de la carletonita
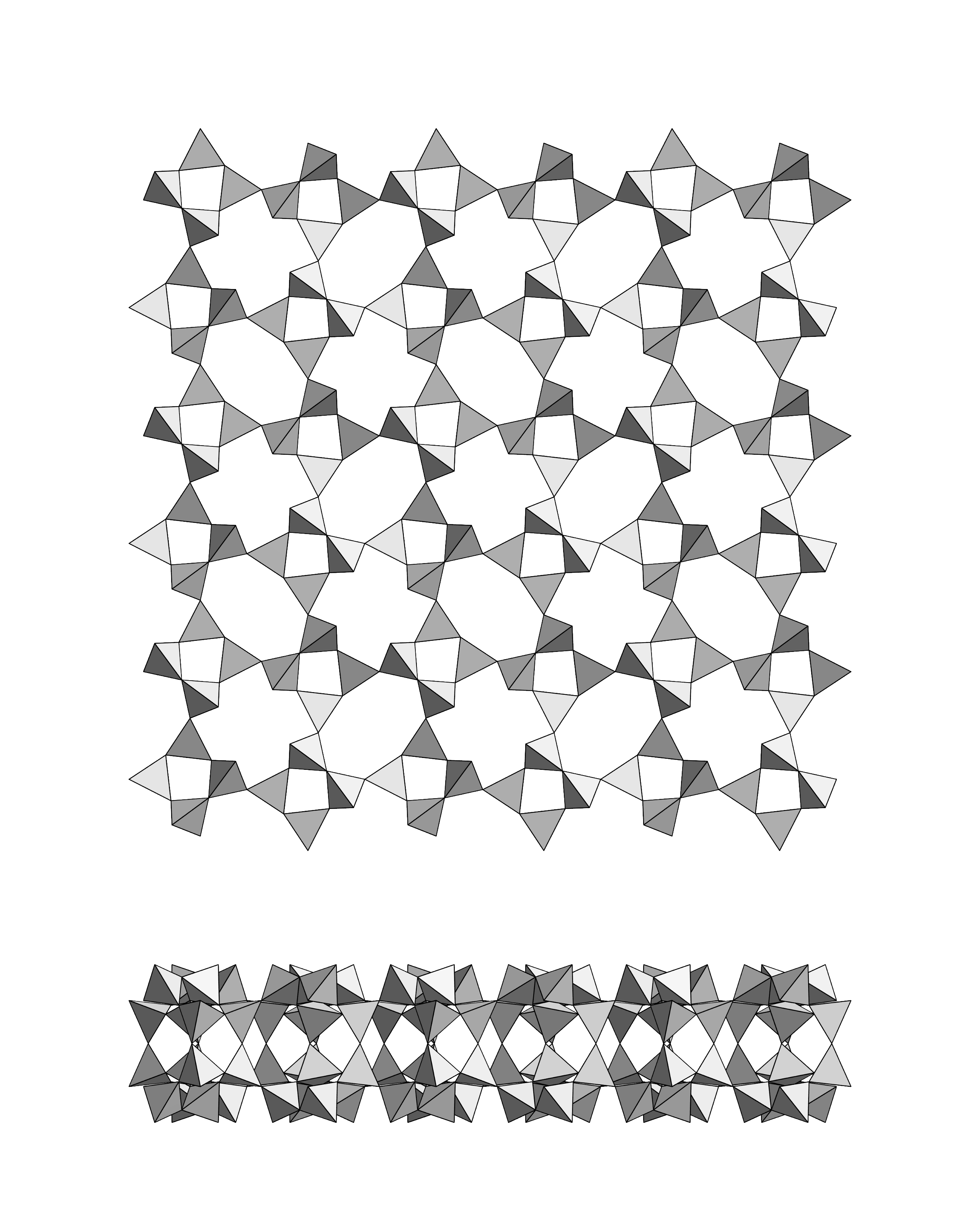
Estructura cristal·lina de la carletonita